# Johann Friedrich Raeder
Johann Friedrich Raeder (* 4. Mai 1815 in Elberfeld (heute Stadtteil von Wuppertal); † 4. März 1872 ebenda) war ein deutscher Kaufmann und Dichter eines bekannten Kirchenliedes.

## Leben
Johann Friedrich Raeder war zunächst Angestellter in einem Handelshaus und wurde später selbständiger Kaufmann. Musikalisch begabt, gründete und leitete er den örtlichen Handwerkergesangverein. Durch großen Fleiß gelang es ihm, etwas Kapital zusammenzubringen. Allerdings geriet der zu diesem Zeitpunkt Dreißigjährige im Jahre 1845 in Existenznot, nachdem er sein ganzes Vermögen in ein Risikogeschäft im Indigo-Handel mit Westindien investiert hatte. 
In seiner bedrohten Lage schrieb er das Lied „Harre, meine Seele“, das anhand von Bibelversen aus den Psalmen (u. a.: „Harre des HERRN! Sei getrost und unverzagt und harre des HERRN!“, Psalm 27, 13–14; ähnlich Ps. 42,6: „Was betrübst du dich, meine Seele, und bist so unruhig in mir? Harre auf Gott; denn ich werde ihm noch danken, dass er meines Angesichts Hilfe und mein Gott ist“, Psalm 130,5: „Ich harre des HERRN; meine Seele harret, und ich hoffe auf sein Wort.“) Mut aus dem Vertrauen auf Gott zuspricht. Raeder fand so die Kraft zum Durchhalten und sah es selbst als Wunder, dass die im Voraus bezahlten Handelsgüter eintrafen und ihm der Ruin erspart blieb.
Obwohl sein Lied wegen einiger sprachlicher Schwächen kritisiert wurde, erlangte es bald große Popularität. Mit einer Melodie von César Malan unterlegt, fand es Eingang in viele evangelische Gesangbücher sowie Liederbücher kirchlicher Gemeinschaften und Freikirchen. Den ursprünglichen zwei Strophen fügte später Carl Brockhaus (* 1822; † 1899) eine weitere hinzu. Unter anderem durch deutsche Auswanderer nach Amerika fand Raeders Lied schließlich eine internationale Ausbreitung und ist inzwischen in zahlreiche Sprachen übersetzt.

## Sonstiges
- Raeder gilt unter den Kirchenliedautoren insofern als Ausnahmeerscheinung, als er keinerlei beruflichen Bezug zur Theologie und auch keine entsprechende Ausbildung hatte.[1]
- Johann Friedrich Raeder war der Ururgroßvater des Musikers Michael Raeder (* 1962).[2]